# نویسه جانشین
نویسهٔ جانشین (به انگلیسی: Wildcard character) دارای چندین معنی است.

## مخابرات
در مخابرات فرانویسه در حقیقت نویسه‌ای است که احتمالاً جایگزین هر زیرمجموعه تعریف شده‌ای از نویسه های ممکن باشد.
- در برقراری پیوند خودکار رادویی بسامد بالا (HF)، نویسه فرانویسه "؟" ممکن است جایگزینی برای هر کدام از 36 نویسه A تا Z و 0 تا 9 باشد.
- خواه فرانویسه جایگزینی برای یک نویسه باشد یا برای یک رشته، باید مشخص گردد.

## کامپیوتر
در تکنولوژی (نرم‌افزار) رایانه، فرانویسه می‌تواند جایگزینی برای دیگر نویسه یا نویسه‌ها در یک رشته باشد.

### الگو های فایل و دایرکتوری
به هنگام مشخص کردن نام فایل ها (یا مسیر ها) در CP/M، داس، مایکروسافت ویندوز و سیستم عامل های شبه یونیکس، فرانویسه ستاره (*) معادل با صفر یا چند نویسه است. در سیستم عامل های شبه لینوکس و داس علامت سؤال (?) معادل با دقیقاً یک نویسه است، در داس می‌تواند معادل با صفر نویسه هم باشد. برای مثال در داس، الگوی 123??? معادل با 1231 یا 123123 اما با 1231234 معادل نیست. در Unix Shell و ویندوز پاورشل، دامنه‌ای از نویسه ها درون کمانک ("[" و "]") معادل با یک نویسه از درون آن دامنه خواهد بود؛ برای مثال [a-zA-Z] معادل با هر نویسه با حرف‌بزرگ یا حرف‌کوچک است. Unix Shell امکان سلب نویسه با افزودن "!" به قبل از آن را هم می‌دهد (برای مثال الگوی [foo.[!ch مطابق با foo.o است). مطابق دادن فرانویسه برای چند فایل یا مسیر به عنوان Globbing شناخته می شود.

### پایگاه داده
در SQL فرانویسه ها می‌تواند در عبارات Like به کار رود. علامت درصد (%) معادل صفر یا چند نویسه است و خط زیر (_) معادل با دقیقاً یک نویسه است. Transact-SQL همچنین از کمانک ("[" و "]") برای اشاره به دامنه‌ای از نویسه‌ها پشتیبانی می کند. در مایکروسافت اکسس، فرانویسه ها می توانند در عبارات Like به کار بروند؛ علامت ستاره (*) معادل با صفر یا چند نویسه و علامت سؤال (؟) معادل با دقیقاً یک نویسه است.

### عبارات باقاعده
در عبارت باقاعده، نقطه (".") فرانویسه‌ای برای یک نویسه است. ترکیب آن با علامت ستاره (*.) معادل با هر تعدادی از نویسه ها است.